# الحدود الأردنية العراقية

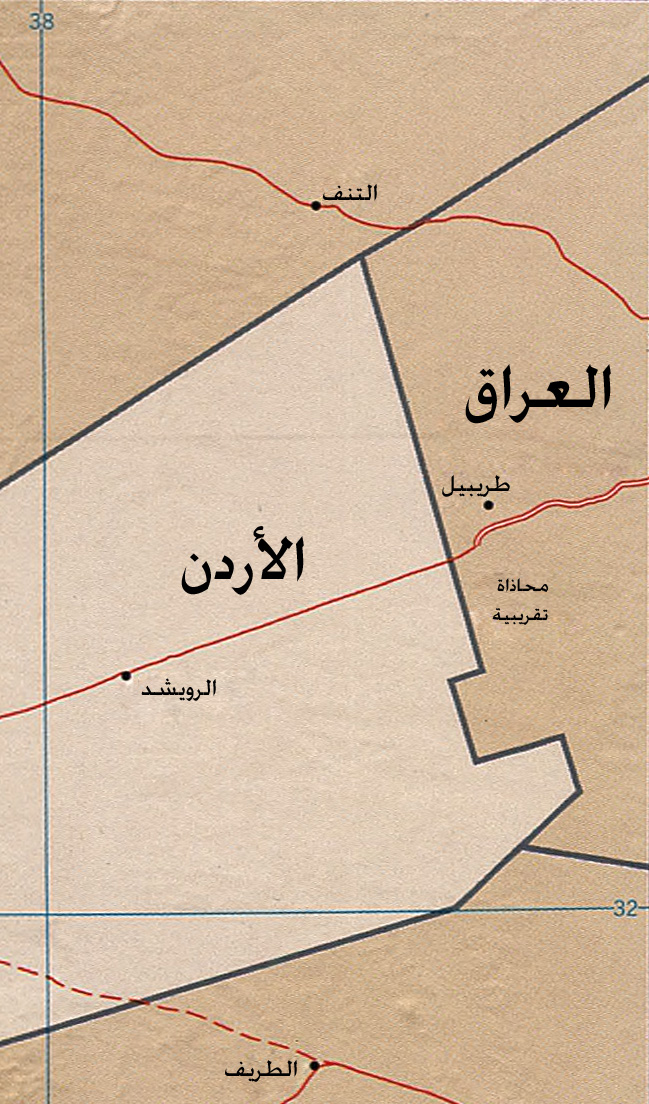
الحدود الأردنية العراقية الممتدة 178 كم.

الحدود الأردنية العراقية هي الحدود السياسية المشتركة بين المملكة الأردنية الهاشمية وجمهورية العراق. تمتد على مسافة 178 كيلومترًا، حيث تبدأ من تقاطع خط الطول 39ْ شرقًا مع خط العرض 32ْ شمالاً، ثم تسير في الشمال الغربي بخط مستقيم إلى أقرب نقطة على الحدود بين سوريا وشرق الأردن، على خط العرض 33ْ شمالاً.
يقع على جانبيّ الحدود معبرين حدودين هما مركز حدود الكرامة بالقرب من بلدة الرويشد الأردنية في محافظة المفرق، ومجمع طريبيل الحدودي الذي يقع بالقرب في بلدة طريبيل العراقية في محافظة الأنبار. وتبعد حوالي 320 كيلومترًا (199 ميلاً) عن العاصمة الأردنية عمّان، و 575 كيلومترًا (357 ميلاً) عن العاصمة العراقية بغداد.
لقد عبر تلك الحدود حوالي 800,000 مسافر في عام 2010. كما تعرضت للإغلاق المؤقت عدة مرات خلال السنوات الماضية بسب الظروف السياسية والأمنية الخاصة بالبلدين.

## تاريخ

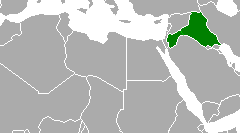
كانت الحدود مفتوحة بين البلدين أثناء الوحدة (الاتحاد الهاشمي العربي).

كانت الحدود الرسميّة القديمة بين البلدين شبه مفتوحة منذ استقلالهما عن بريطانيا، حيث كان الحكم الملكي في العراق حليفًا للحكم الملكي في الأردن. استمر هذا الحال حتى عام 1958،[بحاجة لمصدر أفضل] إثر ثورة 14 تموز التي أطاحت بالملكية في العراق. تم الاتفاق على ترسيم الحدود بين البلدين في منتصف الستينات من القرن الفائت، بعد إعادة العلاقات بينهما، إلا أنها لم تكن واضحة المعالم تمامًا.
ذُكر في كتاب (دليل الجمهورية العراقية لسنة 1960 المنشور سنة في كانون الأول سنة 1969 الصادر بإشراف وزارة الإرشاد العراقية أنه "تم تثبيت الخط الفاصل بين العراق والاردن بعد الحرب العالمية الأولى من قبل السلطات البريطانية التي الاردن تحت انتدابها وحكومة العراق تحت نفوذها وتأثيرها فجاءت هذه الحدود هندسية أكثر منها طبيعية تستند على العوارض الجغرافية أو العوامل الاقتصادية أو العرفية، فهي تبدأ من نقطة التقائها بالحدود العراقية السورية وتمتد على شكل خط مستقيم مع انحراف قليل نحو الشرق حتى جبل عنزة إلى أن تتصل بالحدود العراقية السعودية".
لقد تم ترسيم الحدود بشكلها النهائي عام 1984 بعد اتفاق الطرفين الأردني والعراقي رسميًا باتفاقية جرى إيداعها لدى المؤسسات الدوليّة اعتمدت خرائط الانتداب البريطاني في عشرينات القرن العشرين. ولقد شيّد الأردن بعدها نقاط عبور جديدة هي الحالية التي تبعد عن الحدود القديمة 72 كيلومترًا، وجرى ترحيل مركز عراقي متقدم في الأراضي الأردنية، معروف الآن باسم طريبيل، وإقامة مواقع عسكرية فيها، بعد أن اُكتُشف في جنوب طريبيل على بعد 15 كيلومترًا في منطقة الريشة حقل غاز الريشة عام 1985، وأقام الأردن في المنطقة محطة لتوليد الطاقة الكهربائية. كما قام بتشييد مبنى المركز الحدودي الحالي في 4 تشرين الثاني/ نوفمبر 1991.
لقد ظهرت أصوات لسياسيين عراقيين بعد الاحتلال الأمريكي للعراق في 2003 تنادي بإعادة الحدود التي تم ترسيمها بين البلدين بحجة أن تلك الأراضي هي جزء مسلوخ من العراق في أيام نظام حزب البعث السابق ويجب إعادتها. ولقد انتقدت الحكومة الأردنية حينها هذه التصريحات والمطالبات، حيث أنها هي التي طالبت بإعادة الترسيم من أجل إنهاء التجاوز على حدودها الشرقية مع العراق واستعادة أرضها، مضيفة لذلك بأن العراق هو المستفيد من ترسيم الحدود ونقل المركز الحدودي إلى عشرات الكيلومترات خارج بلدة الرويشد الأردنية في تخفيف عمليات التهريب بين البلدين.
يُشار إلى أن تنظيم الدولة الإسلامية (داعش) قد سيطر لفترة وجيزة على الجانب العراقي من المعبر الحدودي بين البلدين في 22 حزيران/ يونيو 2014 بعد معارك مع قوات الجيش العراقي اضطر الأخير على أثرها الانسحاب من بلدة طريبيل.

## انظر أيضًا

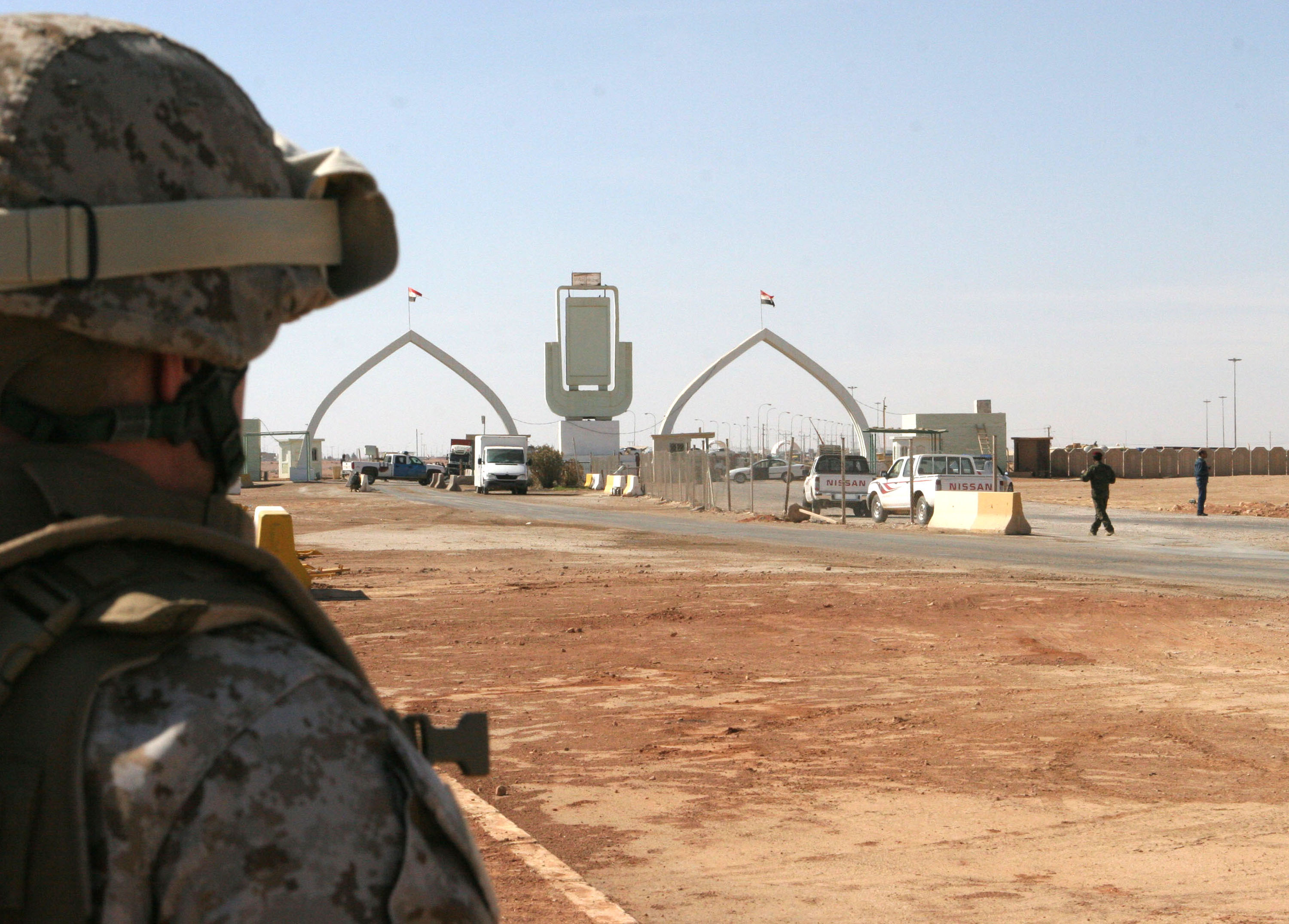
الحدود الأردنية العراقية من الجانب العراقي في طريبيل عام 2009.

## وصلات خارجية
- تقرير عن الحدود الأردنية العراقية | قناة الرشيد